# Ooststellingwerf
Ooststellingwerf  è una municipalità dei Paesi Bassi di 26 209 abitanti situata nella provincia della Frisia.

## Geografia fisica

### Suddivisione amministrativa
| Località    | Nome in dialetto Stellingwerfs | Nome in frisone | Abitanti (2013) |
| ----------- | ------------------------------ | --------------- | --------------- |
| Oosterwolde | Oosterwoolde                   | Easterwâlde     | 9.980           |
| Appelscha   | Appelsche                      | Appelskea       | 4.719           |
| Haulerwijk  | Haulerwiek                     | Haulerwyk       | 3.249           |
| Donkerbroek | Donkerbroek                    | Donkerbroek     | 1.872           |
| Oldeberkoop | Berkoop                        | Aldeberkeap     | 1.523           |
| Makkinga    | Makkinge                       | Makkingea       | 1.046           |
| Waskemeer   | Waskemeer                      | Waskemar        | 838             |
| Elsloo      | Else                           | Elslo           | 600             |
| Haule       | De Haule                       | De Haule        | 599             |
| Fochteloo   | De Fochtel                     | De Fochtel      | 408             |
| Ravenswoud  | Raevenswoold                   | Ravenswâld      | 407             |
| Langedijke  | Langedieke                     | Langedike       | 296             |
| Nijeberkoop | Ni'jberkoop                    | Nijeberkeap     | 275             |